# Akrobatisches Potpourri
Akrobatisches Potpourri er en tysk stumfilm fra 1895 af Max Skladanowsky.